# Giochi della XXXIII Olimpiade
I Giochi della XXXIII Olimpiade (in francese Jeux de la XXXIIIe Olympiade), noti anche come Parigi 2024, si sono svolti a Parigi, in Francia, dal 26 luglio all'11 agosto 2024, a cento anni esatti dall'ultima volta in cui la città ha ospitato l'evento.
L'assegnazione dell'evento è stata ufficializzata il 13 settembre 2017 durante la 131ª Sessione del CIO svoltasi a Lima, Perù. Parigi è la seconda città, dopo Londra (1908, 1948 e 2012), a ospitare per tre volte i Giochi olimpici estivi, dopo le edizioni del 1900 e 1924.

## Assegnazione
Il 16 settembre 2015, il Comitato Olimpico Internazionale annunciò le cinque candidate per ospitare i Giochi Olimpici del 2024: Budapest, Amburgo, Los Angeles, Parigi e Roma; allo stesso tempo furono annunciate anche le tappe del processo di selezione. In seguito Budapest, Amburgo e Roma ritirarono la loro candidatura lasciando in corsa solo Parigi e Los Angeles, similmente a quanto accaduto nel processo di selezione per le Olimpiadi invernali del 2022, dove quattro delle sei candidate si ritirarono prima del voto finale.
Il 9 giugno 2017, a causa dei tre ritiri, il comitato esecutivo del CIO si riunì a Losanna per discutere delle candidature per il 2024 e 2028 e il successivo 11 luglio durante una sessione straordinaria venne ufficialmente proposto di assegnare contemporaneamente i Giochi olimpici del 2024 e del 2028. Il 31 luglio il CIO annunciò Parigi come sola candidata per il 2024, lasciando invece Los Angeles come sola candidata per il 2028. Il 13 settembre, durante la 131ª Sessione del CIO tenutasi a Lima, l'evento fu assegnato a Parigi con l'unanimità dei voti.
| Città       | Nazione     | Voti                                |
| ----------- | ----------- | ----------------------------------- |
| Parigi      | Francia     | Unanime                             |
| Los Angeles | Stati Uniti | Scelta per ospitare l'edizione 2028 |
| Amburgo     | Germania    | Ritirate                            |
| Roma        | Italia      | Ritirate                            |
| Budapest    | Ungheria    | Ritirate                            |

## Sviluppo e preparazione

### Organizzazione

#### Sicurezza
La Francia ha raggiunto un accordo con Europol e il Ministero dell'Interno britannico per rafforzare la sicurezza e "facilitare lo scambio di informazioni operative" e la "cooperazione internazionale delle forze dell'ordine" durante i Giochi. Nell'ambito degli accordi, era previsto il dispiegamento di ulteriori droni e barriere marittime per impedire il transito illegale di piccole imbarcazioni attraverso La Manica. Inoltre, il British Army schiererà unità di missili terra-aria Starstreak per la sicurezza aerea. La polizia di Parigi ha effettuato ispezioni e prove con la loro unità di disinnesco bombe prima dei Giochi, simili ai preparativi per la Coppa del Mondo di rugby 2023 allo Stade de France.
In occasione della visita dell'Emiro del Qatar, Tamim bin Hamad Al Thani, sono stati firmati diversi accordi tra Francia e Qatar per migliorare la sicurezza dei Giochi. In preparazione alle elevate richieste di sicurezza e alle misure antiterrorismo, Polonia ha promesso di inviare truppe di sicurezza, inclusi addestratori di cani antidroga, per sostenere gli sforzi internazionali volti a garantire la sicurezza dei Giochi. Il Ministro dell'Interno qatariota e il Comandante di Lekhwiya hanno convocato una riunione il 3 aprile 2024 con funzionari e leader della sicurezza, tra cui Nasser Al-Khelaïfi e Tamim bin Hamad Al Thani, per discutere le operazioni di sicurezza. A luglio 2024 è stato riportato che agenti di polizia provenienti da Germania, Spagna e Regno Unito saranno schierati a Parigi per assistere i loro omologhi francesi, con un totale di 40 paesi che forniranno assistenza poliziesca.
Le preoccupazioni per la sicurezza hanno influenzato i piani annunciati per la cerimonia di apertura, che era prevista come un evento pubblico lungo la Senna; la partecipazione prevista è stata ridotta della metà, da circa 600.000 a 300.000 persone, e i luoghi di visione gratuiti saranno ora accessibili solo su invito. Ad aprile 2024, dopo che lo Stato Islamico aveva rivendicato la responsabilità dell'attentato al Crocus City Hall di marzo e fatto diverse minacce contro i quarti di finale di UEFA Champions League 2023-2024, il presidente francese Emmanuel Macron ha indicato che la cerimonia di apertura potrebbe essere ridimensionata o spostata se necessario.

### Sedi di gara
In piena linea con l'Olympic Agenda 2020, approvata dal CIO nel 2014 e volta a rendere l'organizzazione dell'evento più economicamente sostenibile, i Giochi olimpici del 2024 hanno fatto ampio uso di impianti già esistenti o temporanei e le uniche strutture sportive permanenti a essere realizzate ex novo sono state l'Arena Porte de la Chapelle, situata nel quartiere La Chapelle di Parigi, il centro acquatico di Saint-Denis e il sito d'arrampicata di Bourget. Il 12 luglio 2022 il comitato organizzatore annunciò che le gare di tiro a segno/volo, originariamente previste in una struttura temporanea a La Courneuve, sarebbero state ospitate nell'esistente centro nazionale di tiro sportivo di Châteauroux, situato 250 km a sud di Parigi.

#### Zona Parigi

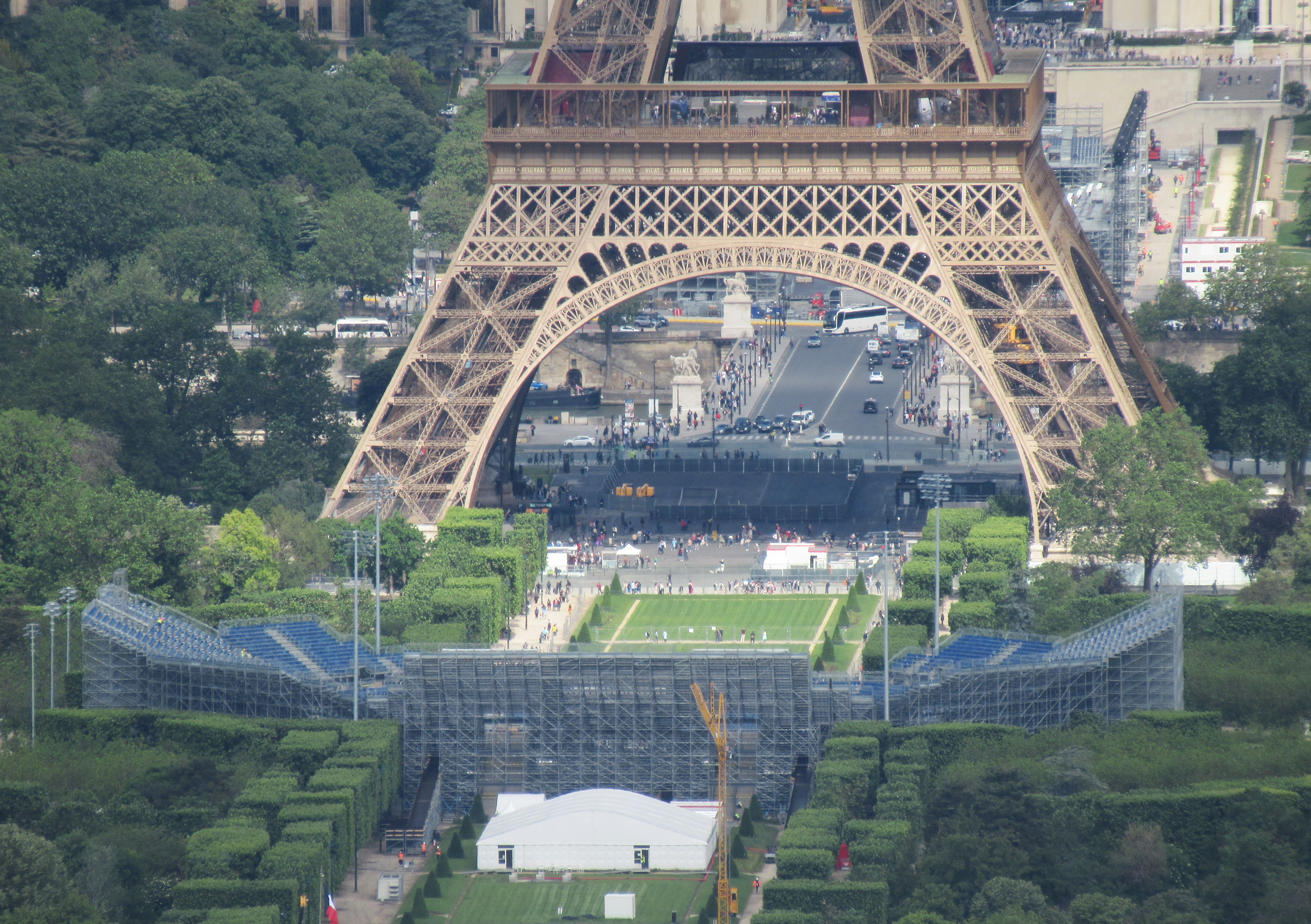
Il Campo di Marte e la Torre Eiffel durante i Giochi olimpici.

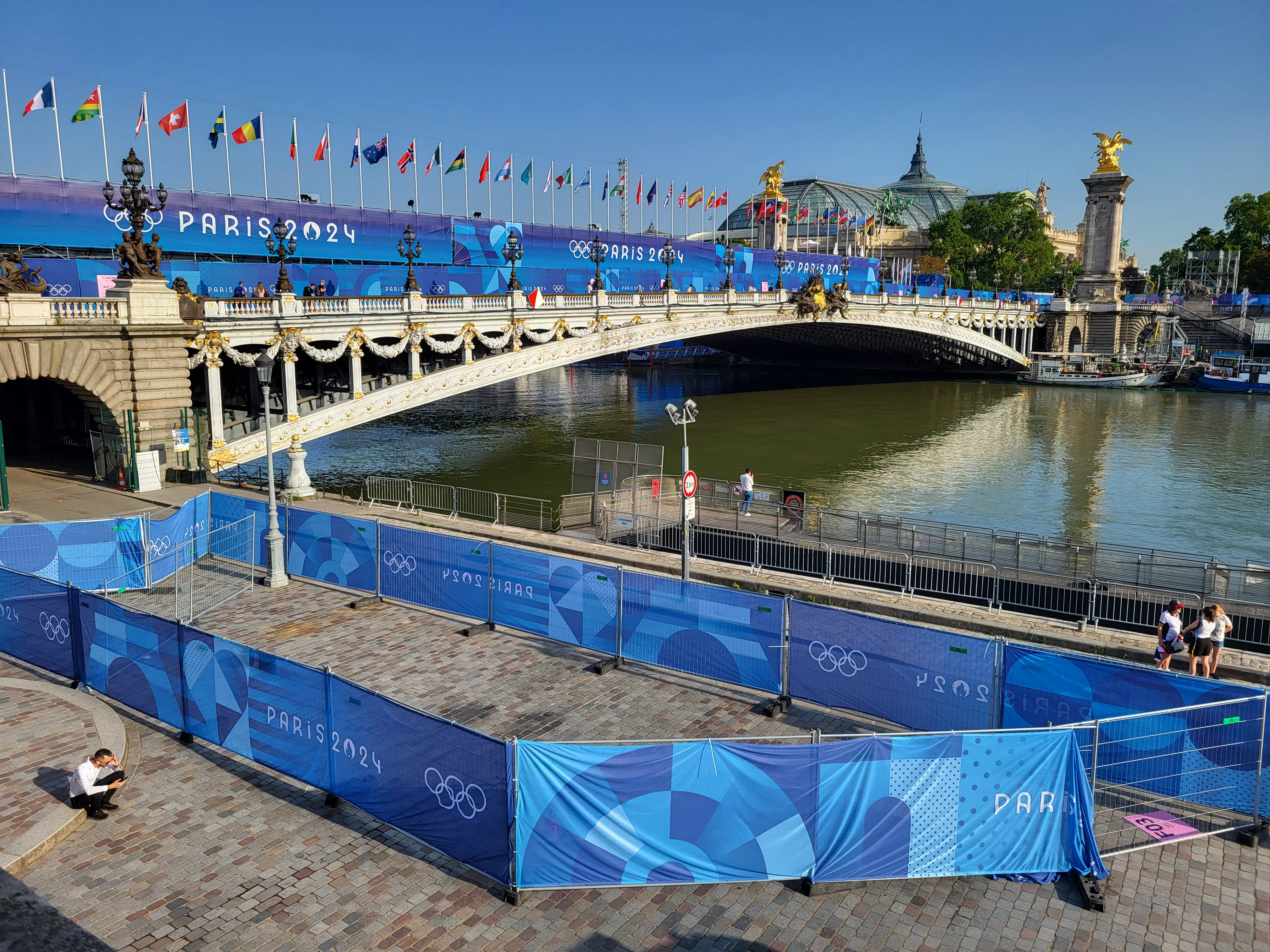
Il Ponte Alessandro III.

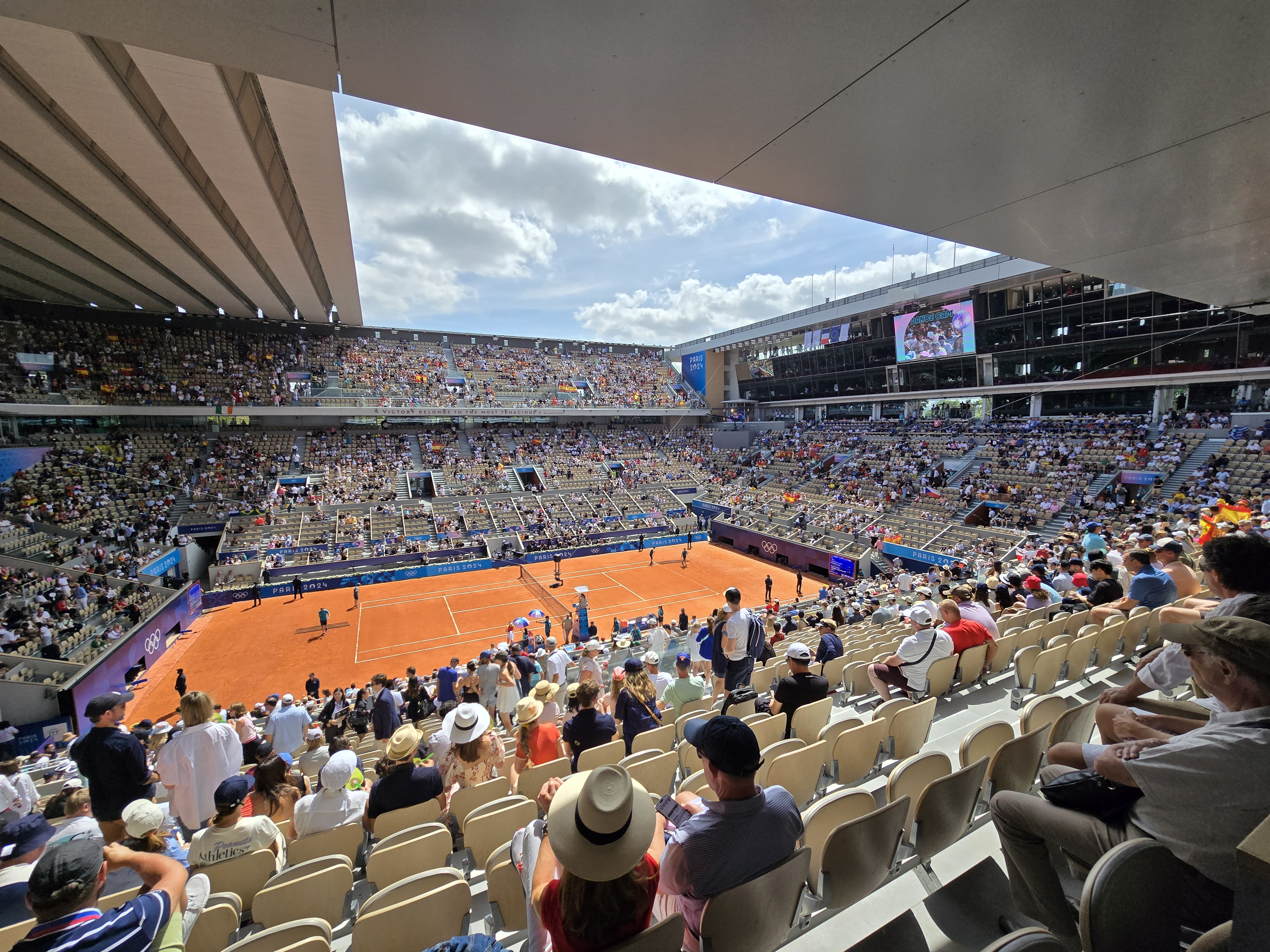
Lo Stade Roland Garros durante una partita del doppio femminile.

- Arena Porte de la Chapelle – badminton e ginnastica ritmica; 8 000 posti
- Campo di Marte – beach volley; 12 860 posti
- Grand Palais – scherma e taekwondo; 8 000 posti
- Grand Palais Éphémère – judo e lotta; 9 000 posti
- Hôtel des Invalides – tiro con l'arco, atletica (arrivo maratona) e ciclismo (partenza gara cronometro); 8 000 posti
- Hôtel de Ville – atletica (partenza maratona); 1 500 posti
- Palazzo dello Sport di Parigi-Bercy – ginnastica artistica, trampolino elastico e pallacanestro (fasi finali); 15 000 posti
- Paris Expo Porte de Versailles, padiglione 1 – pallavolo; 12 000 posti
- Paris Expo Porte de Versailles, padiglione 4 – tennistavolo; 6 650 posti
- Paris Expo Porte de Versailles, padiglione 6 – sollevamento pesi e pallamano (fasi preliminari); 5 000 posti
- Place de la Concorde – break dance, ciclismo (BMX freestyle), pallacanestro 3x3 e skateboard; 30 000 posti
- Ponte Alessandro III – ciclismo (arrivo gara cronometro), nuoto (gare di fondo) e triathlon; 1 500 posti
- Stade Roland Garros – tennis e pugilato (fasi finali); 36 000 posti
- Trocadéro – cerimonia di apertura, atletica (marcia) e ciclismo (corsa in linea); 1 300 posti

#### Zona Île-de-France

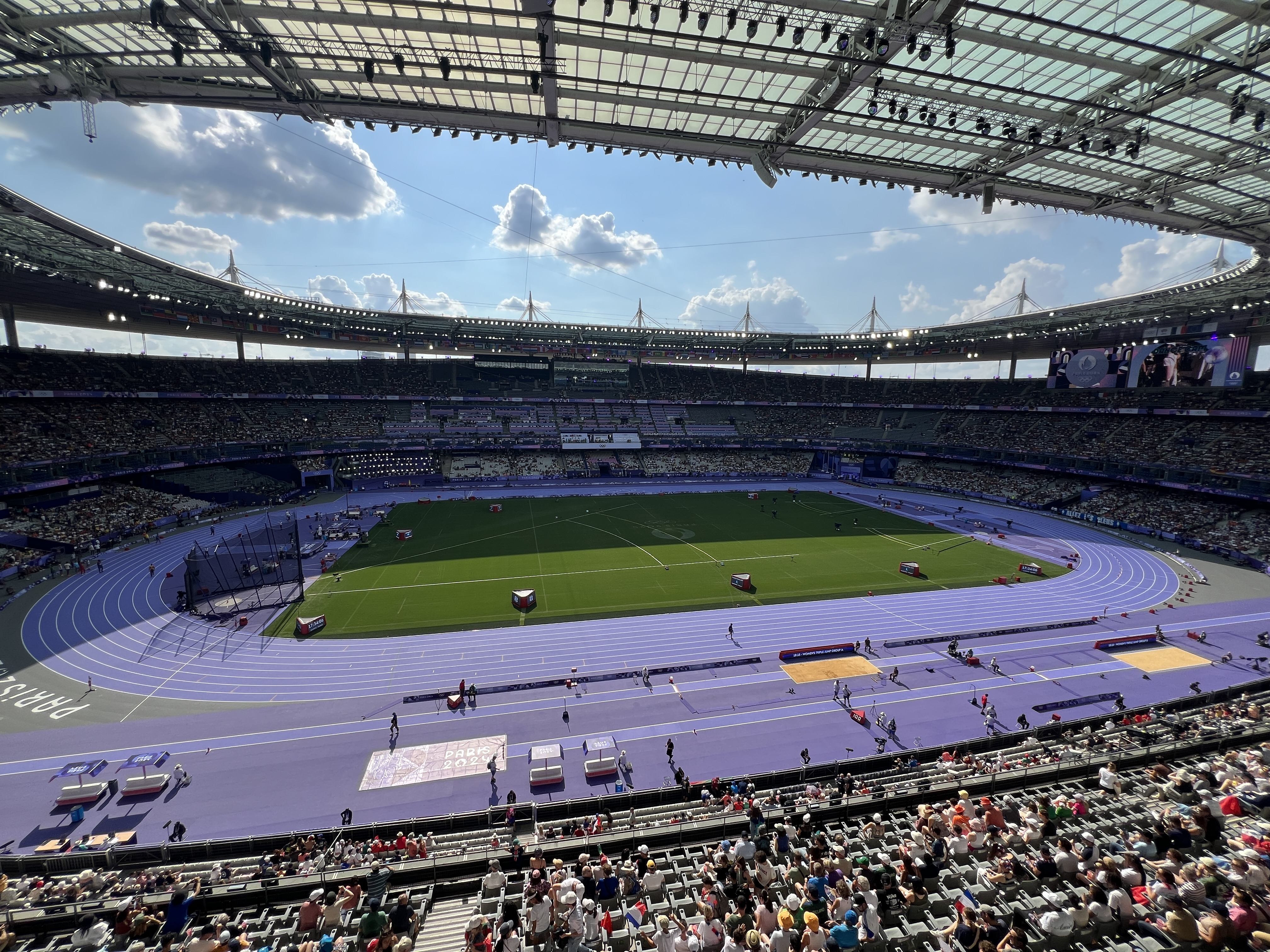
Lo Stade de France il 2 agosto durante le gare di atletica.

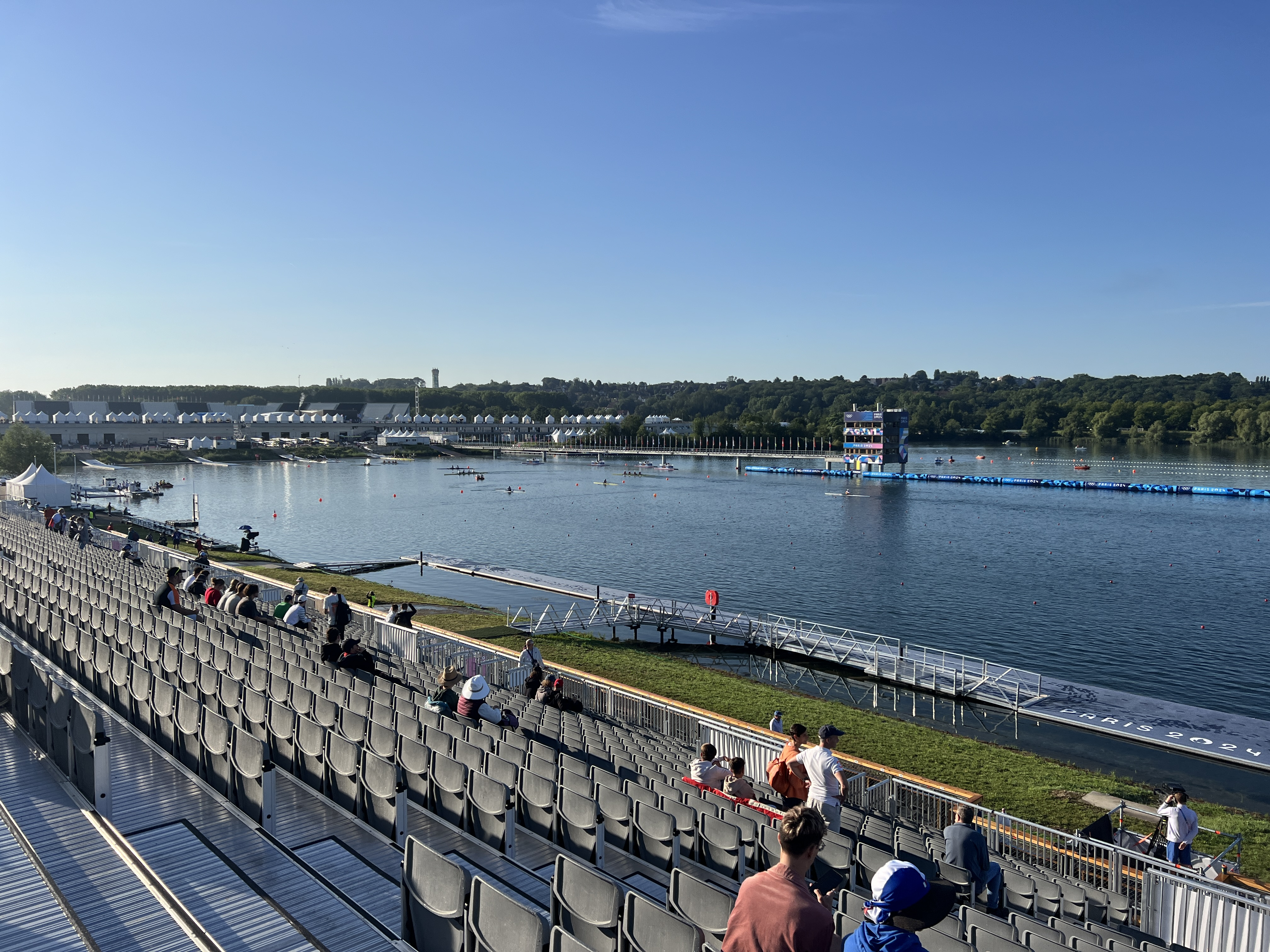
Stadio nautico di Vaires-sur-Marne.

- Arena Paris Nord di Villepinte – pugilato (fasi preliminari) e pentatlon moderno (scherma); 6 000 posti
- Centro acquatico olimpico di Saint-Denis – nuoto artistico, pallanuoto (fasi preliminari) e tuffi; 5 000 posti
- Collina d'Élancourt – ciclismo (mountain bike); 15 000 posti
- Le Golf National – golf; 32 000 posti
- Paris La Défense Arena – nuoto e pallanuoto (fasi finali); 15 220 posti
- Reggia di Versailles – equitazione e pentatlon moderno; 80 000 posti
- Sito d'arrampicata di Bourget – arrampicata sportiva; 6 000 posti
- Stade de France – cerimonia di chiusura, atletica e rugby a sette; 77 083 posti
- Stadio dipartimentale Yves du Manoir – hockey su prato; 15 000 posti
- Stadio nautico di Vaires-sur-Marne – canoa/kayak e canottaggio; 36 000 posti
- Stadio BMX di Saint-Quentin-en-Yvelines – ciclismo (corsa BMX); 3 000 posti
- Velodromo di Saint-Quentin-en-Yvelines – ciclismo (gare su pista); 5 000 posti

#### Fuori Parigi e Île-de-France
- Centro nazionale di tiro sportivo, Châteauroux – tiro a segno/volo; 4 000 posti
- Marina di Roucas-Blanc, Marsiglia – vela; 12 500 posti
- Stadio Pierre Mauroy, Lilla – pallamano (fasi finali) e pallacanestro (fasi preliminari); 27 000 posti
- Teahupo'o, Tahiti, Polinesia francese – surf; 600 posti

#### Impianti calcistici
- Allianz Riviera, Nizza; 36 178 posti
- Parco dei Principi, Parigi; 47 926 posti
- Parc Olympique Lyonnais, Lione; 59 186 posti
- Stadio Geoffroy Guichard, Saint-Étienne; 41 965 posti
- Stadio Matmut-Atlantique, Bordeaux; 42 000 posti
- Stadio Vélodrome, Marsiglia; 67 394 posti
- Stadio della Beaujoire, Nantes; 37 473 posti

#### Impianti non per competizioni
- L'Île-Saint-Denis – villaggio olimpico
- Le Bourget – centro per i media e per le trasmissioni internazionali

### Simboli

#### Torcia

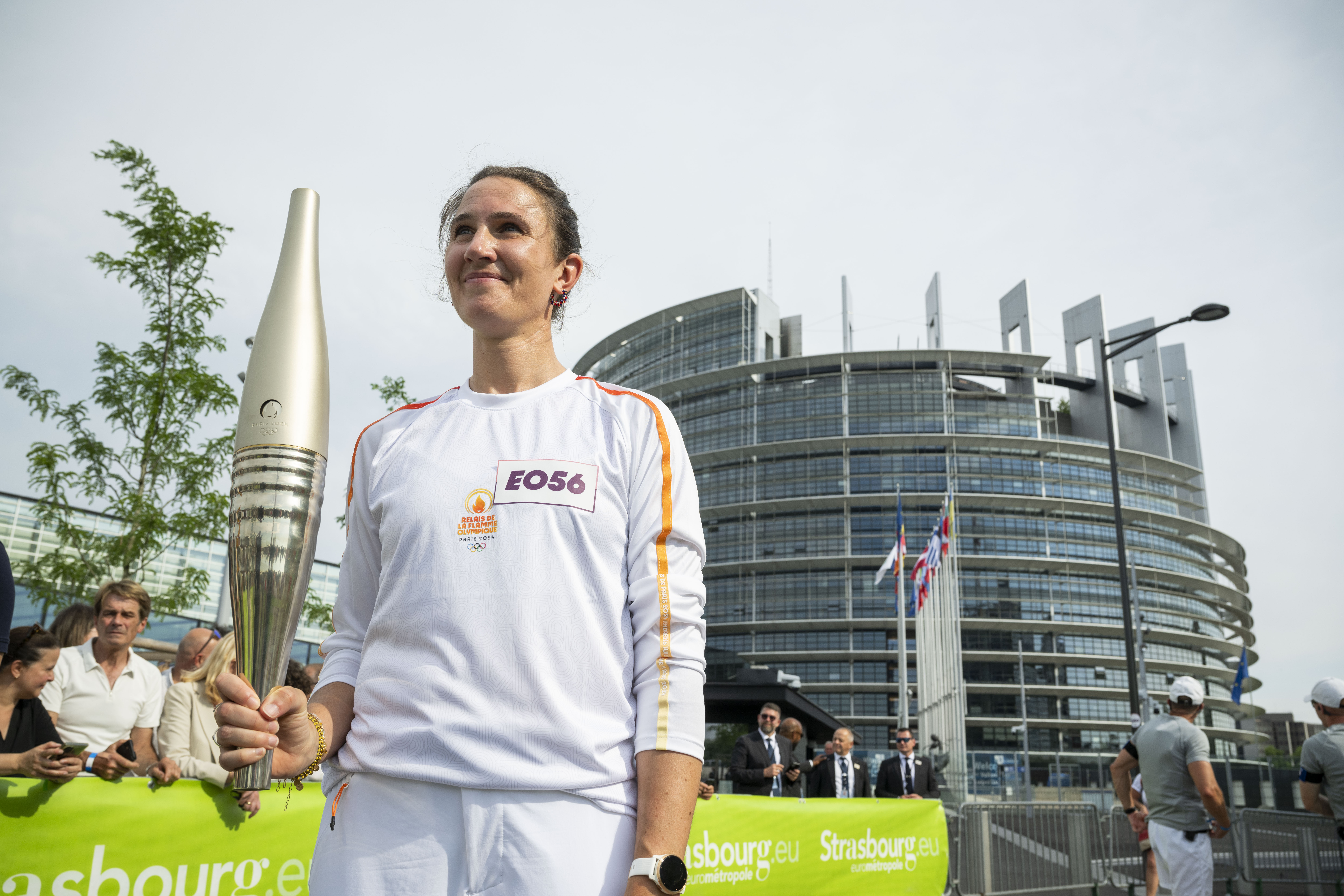
Il passaggio della torcia a Strasburgo

La torcia olimpica dei Giochi Olimpici di Parigi 2024 è stata progettata dall'architetto e designer francese Mathieu Lehanneur, con l'intento di rappresentare i valori di uguaglianza, pace e inclusione che sono fondamentali per il movimento olimpico. Il design della torcia è stato presentato come un simbolo di unità e speranza, caratterizzato da linee fluide e armoniose che richiamano l'immagine di una fiamma che fluttua, evocando così un senso di leggerezza e movimento continuo. Questa scelta estetica intende simboleggiare la connessione tra passato, presente e futuro, riflettendo la continuità dello spirito olimpico.
La torcia è realizzata principalmente in alluminio riciclato, sottolineando l'impegno degli organizzatori verso la sostenibilità ambientale. La torcia di Parigi 2024 è prodotta da ArcelorMittal, azienda partner ufficiale dei giochi. In totale, ArcelorMittal ha prodotto 2.000 torce, cinque volte meno rispetto a quelle utilizzate nei Giochi precedenti.

##### Il percorso

Il percorso della Torcia olimpica

La staffetta della torcia olimpica per le Olimpiadi estive del 2024 si è svolta dal 16 aprile 2024 al 26 luglio 2024. Dopo essere stata accesa il 16 aprile 2024 ad Olimpia, in Grecia, la torcia ha attraversato il paese ed è arrivata ad Atene il 26 aprile. Da lì, è salpata attraverso il mar Mediterraneo a bordo della barca a tre alberi Balem, con la quale è arrivata a Marsiglia il 9 maggio, iniziando così il suo viaggio attraverso la Francia metropolitana e d’oltremare, con una breve sosta nel Principato di Monaco. Il percorso francese si è concluso come di consueto durante la cerimonia di apertura, quando la torcia è stata utilizzata per accendere il braciere olimpico eretto presso lo stadio dei Giardini del Trocadéro.
Ogni giorno, la staffetta ha attraversato una parte diversa della Francia. Diverse città francesi hanno ricevuto la fiamma, così come alcuni luoghi iconici, tra cui luoghi storici e monumenti naturali. Ogni tappa giornaliera si è conclusa in una città ospitante, dove è stato acceso un mini-braciere e si sono svolte celebrazioni dedicate all'evento. Tra le tappe previste c'era anche quella dell'11 giugno a Numea, Nuova Caledonia, che è stata annullata a causa dei disordini che hanno colpito la Nuova Caledonia nel 2024.
A portare la torcia olimpica in giro per la Francia sono stati 11.000 tedofori selezionati in base al loro impegno, dedizione e in quanto incarnano almeno uno dei principi fondamentali dei giochi di Parigi 2024. Sono stati previsti anche alcuni passaggi a squadre con 24 partecipanti, guidati da un capitano e rappresentanti di una federazione sportiva olimpica o paralimpica francese, che hanno portato insieme la fiamma per una tappa. Il vogatore greco Stefanos Douskos è stato il primo tedoforo e la nuotatrice Laure Manaudou è stata la prima tedoforo francese.

#### Emblema
Per quest'edizione dei Giochi olimpici, come avviene di consueto, sono stati realizzati due loghi: il primo utilizzato per la fase di candidatura (leggermente modificato dopo l'assegnazione) e il secondo che sarà impiegato ufficialmente per i Giochi.
Il primo, realizzato da Dragon Rouge, raffigura la silhouette della Torre Eiffel stilizzata che lascia intravedere il numero 24.
Il secondo, ideato dallo studio Ecobranding, è stato svelato pubblicamente nella serata del 21 ottobre 2019 con un evento tenutosi a Le Grand Rex. Il logo combina in un'unica figura tre elementi che, a detta degli ideatori, sono in grado di rappresentare al meglio il paese ospitante e lo spirito olimpico, e sono:
- la medaglia d'oro, simbolo di vittoria;
- la fiamma della torcia olimpica, simbolo d'unione attraverso lo sport;
- la Marianne, personificazione allegorica nazionale francese che incarna i valori di uguaglianza e fratellanza, il cui volto è dato dalla combinazione dei precedenti due elementi.

L'emblema utilizza unicamente i colori oro e nero ed è utilizzato, per la prima volta in assoluto, sia per i Giochi olimpici sia per quelli paralimpici (l'unica differenza evidente tra i due emblemi riguarda i loghi dei rispettivi comitati organizzatori internazionali, ossia olimpico e paralimpico), motivando la scelta in questa maniera:

#### Mascotte
Presentata ufficialmente al pubblico il 15 novembre 2022, la mascotte di Parigi 2024 si chiama Phryge ed è la rappresentazione moderna dei berretti frigi, noti anche come berretti della libertà, che furono un simbolo della rivoluzione francese. Il design è stato scelto per incarnare lo spirito rivoluzionario e il desiderio di cambiamento sociale, sottolineando al contempo i valori olimpici di amicizia, eccellenza e rispetto. 
Vestita di rosso, bianco e blu, con il logo dorato di Parigi 2024 sul petto, la mascotte rappresenta un simbolo di libertà, inclusività e capacità delle persone di sostenere cause importanti.
Le mascotte sono realizzate con materiali sostenibili, in linea con l'impegno dei Giochi di Parigi 2024 verso la sostenibilità ambientale.

#### Medaglie
Le medaglie olimpiche dei Giochi di Parigi 2024 sono state progettate dal designer francese Philippe Starck. Il design delle medaglie è ispirato ai valori di unità, inclusione e sostenibilità, con un'estetica che combina eleganza e modernità. Le medaglie presentano un motivo centrale che rappresenta la Torre Eiffel stilizzata, circondata da un intreccio di linee che simboleggia la connessione e l'amicizia tra i partecipanti. I materiali utilizzati per le medaglie sono prevalentemente metalli riciclati, ottenuti da vecchi dispositivi elettronici, riflettendo l'impegno verso la sostenibilità ambientale. Inoltre, una parte delle medaglie è realizzata utilizzando ferro proveniente dalla Torre Eiffel, un elemento che conferisce un significato storico e culturale unico alle medaglie di questi Giochi. Questa inclusione del ferro della Torre Eiffel celebra il legame profondo tra il simbolo iconico di Parigi e i Giochi Olimpici del 2024.
La produzione delle medaglie è stata realizzata con tecniche all'avanguardia, che includono la fusione a cera persa e la stampa 3D per garantire precisione e dettagli raffinati. In totale, sono state prodotte circa 5.000 medaglie, divise tra oro, argento e bronzo, destinate a premiare gli atleti delle competizioni olimpiche e paralimpiche. Un fatto significativo è che le medaglie di Parigi 2024 sono state progettate per poter essere suddivise in quattro parti, rappresentando simbolicamente la condivisione della vittoria con la squadra, la famiglia e i sostenitori, una novità nella storia dei Giochi Olimpici. Questa caratteristica unica intende promuovere i valori di collaborazione e gratitudine.
Ogni medaglia pesa 455–529 grammi, ha un diametro di 85 millimetri ed è spessa 9,2. Le medaglie d'oro sono realizzate con il 98,8% di argento e l'1,13% di oro, mentre le medaglie di bronzo sono realizzate con rame, zinco e stagno.

#### Manifesti ufficiali
I due manifesti ufficiali delle Olimpiadi e Paralimpiadi sono opera dell'illustratore transalpino Ugo Gattoni e si ispirano al surrealismo e a Salvador Dalí. Parte della Destra cattolica francese ha contestato l'assenza di simboli cristiani, come la croce sul cupolone dell’Hôtel des Invalides o la Cattedrale di Notre-Dame.

## I Giochi

### Paesi partecipanti
Nel settembre 2022, il CIO ha deciso di sospendere gli atleti del Guatemala dalle competizioni internazionali, inclusi i Giochi olimpici di Parigi 2024, a causa del protrarsi per lungo tempo della controversia legata all'elezione del presidente e degli organi direttivi del Comitato Olimpico Guatemalteco.
Il presidente Thomas Bach ha accolto Bernardo Arévalo alla fine di febbraio per trovare una soluzione per la reintegrazione del Comitato Olimpico Guatemalteco. Nel marzo 2024, il comitato esecutivo del CIO revoca temporaneamente la sospensione del Comitato Olimpico Guatemalteco.
Il CIO ha sospeso i Comitati Olimpici di Russia e Bielorussia per aver violato la tregua olimpica. Gli atleti russi e bielorussi possono invece eventualmente gareggiare come “atleti individuali neutrali” (AIN) senza identificazione nazionale.
La partecipazione di ogni singolo atleta neutrale deve essere approvata dalla federazione internazionale del relativo sport e successivamente dal comitato del CIO. In quanto atleti individuali, l'AIN non sarà considerata una delegazione durante la cerimonia di apertura o nel medagliere.
Le nazioni partecipanti sono 205, più la rappresentativa degli atleti individuali neutrali. Tra parentesi è riportato il numero di atleti presenti nella delegazione, incluse le riserve, comunicati dai Comitati Olimpici Nazionali e accreditati per i Giochi olimpici di Parigi 2024.
- Afghanistan (6)
- Albania (8)
- Algeria (46)
- Andorra (2)
- Angola (25)
- Antigua e Barbuda (5)
- Arabia Saudita (8)
- Argentina (143)
- Armenia (15)
- Aruba (6)
- Atleti Individuali Neutrali (32)
- Atleti Olimpici Rifugiati (37)
- Australia (475)
- Austria (84)
- Azerbaigian (48)
- Bahamas (19)
- Bahrein (14)
- Bangladesh (5)
- Barbados (4)
- Belgio (177)
- Belize (1)
- Benin (5)
- Bermuda (8)
- Bhutan (3)
- Birmania (2)
- Bosnia ed Erzegovina (5)
- Bolivia (4)
- Botswana (14)
- Brasile (290)
- Bulgaria (46)
- Burundi (7)
- Brunei (3)
- Burkina Faso (8)
- Canada (332)
- Cambogia (3)
- Camerun (6)
- Capo Verde (7)
- Ciad (3)
- Cile (48)
- Cina (398)
- Cipro (15)
- Comore (4)
- Colombia (88)
- Corea del Nord (14)
- Corea del Sud (147)
- Costa d'Avorio (13)
- Costa Rica (6)
- Croazia (73)
- Cuba (61)
- Danimarca (131)
- Dominica (4)
- Ecuador (40)
- Egitto (157)
- El Salvador (8)
- Emirati Arabi Uniti (13)
- Eritrea (11)
- Estonia (24)
- eSwatini (3)
- Etiopia (33)
- Figi (36)
- Filippine (22)
- Finlandia (57)
- Francia (600) (paese ospitante)
- Gabon (5)
- Gambia (7)
- Georgia (28)
- Germania (457)
- Ghana (9)
- Giamaica (65)
- Giappone (431)
- Gibuti (7)
- Giordania (12)
- Gran Bretagna (342)
- Grecia (100)
- Grenada (6)
- Guam (8)
- Guatemala (16)
- Guinea (25)
- Guinea-Bissau (6)
- Guinea Equatoriale (3)
- Guyana (5)
- Haiti (7)
- Honduras (4)
- Hong Kong (34)
- India (112)
- Indonesia (29)
- Iran (41)
- Iraq (23)
- Irlanda (143)
- Islanda (5)
- Isole Cayman (4)
- Isole Cook (2)
- Isole Marshall (4)
- Isole Salomone (3)
- Isole Vergini Americane (5)
- Isole Vergini Britanniche (4)
- Israele (89)
- Italia (397)
- Kazakistan (79)
- Kenya (74)
- Kiribati (3)
- Kirghizistan (16)
- Kosovo (9)
- Kuwait (9)
- Laos (4)
- Lesotho (3)
- Lettonia (29)
- Libano (10)
- Liberia (8)
- Libia (6)
- Liechtenstein (1)
- Lituania (51)
- Lussemburgo (13)
- Macedonia del Nord (6)
- Madagascar (7)
- Malaysia (26)
- Malawi (3)
- Maldive (5)
- Mali (24)
- Malta (5)
- Marocco (61)
- Mauritania (2)
- Mauritius (12)
- Messico (108)
- Micronesia (3)
- Monaco (6)
- Moldavia (26)
- Montenegro (19)
- Mongolia (32)
- Mozambico (7)
- Namibia (4)
- Nauru (1)
- Nepal (7)
- Nicaragua (7)
- Niger (7)
- Nigeria (86)
- Norvegia (109)
- Nuova Zelanda (208)
- Oman (4)
- Paesi Bassi (289)
- Pakistan (7)
- Palestina (8)
- Palau (3)
- Panama (8)
- Papua Nuova Guinea (7)
- Paraguay (28)
- Perù (26)
- Polonia (223)
- Portogallo (75)
- Porto Rico (51)
- Qatar (13)
- RD del Congo (6)
- Rep. Ceca (111)
- Rep. Centrafricana (4)
- Rep. Dominicana (59)
- Rep. del Congo (4)
- Romania (96)
- Ruanda (7)
- Saint Kitts e Nevis (3)
- Saint Vincent e Grenadine (4)
- Samoa (24)
- Samoa Americane (2)
- San Marino (5)
- Saint Lucia (4)
- São Tomé e Príncipe (3)
- Senegal (11)
- Serbia (114)
- Seychelles (3)
- Sierra Leone (5)
- Singapore (23)
- Siria (6)
- Slovacchia (25)
- Slovenia (96)
- Somalia (1)
- Spagna (401)
- Sri Lanka (6)
- Stati Uniti (619)
- Sudafrica (141)
- Sudan (3)
- Sudan del Sud (14)
- Suriname (5)
- Svezia (125)
- Svizzera (137)
- Tagikistan (14)
- Taipei cinese (60)
- Tanzania (7)
- Thailandia (52)
- Timor Est (4)
- Togo (5)
- Tonga (4)
- Trinidad e Tobago (17)
- Tunisia (26)
- Turchia (101)
- Turkmenistan (6)
- Tuvalu (2)
- Ucraina (141)
- Uganda (25)
- Ungheria (177)
- Uruguay (27)
- Uzbekistan (88)
- Vanuatu (6)
- Venezuela (31)
- Vietnam (16)
- Yemen (4)
- Zambia (31)
- Zimbabwe (7)

### Discipline
Secondo l'attuale politica del Comitato Olimpico Internazionale (CIO), il programma dei Giochi olimpici estivi si compone di 28 sport "principali", a cui possono aggiungersi altre discipline proposte dal comitato organizzatore e approvate dal CIO, con l'obiettivo di aumentare l'interesse della popolazione locale. Il 21 febbraio 2019 il comitato organizzatore annunciò di aver proposto come sport aggiuntivi arrampicata sportiva, skateboard e surf, già presenti ai Giochi olimpici del 2020, e la break dance, mai inclusa nel programma olimpico. I quattro sport furono sottoposti a una prima approvazione da parte del CIO il 25 giugno 2019, durante la 133ª Sessione del CIO tenutasi a Losanna, Svizzera. Il 7 dicembre 2020 il comitato esecutivo del CIO ufficializzò la presenza dei quattro sport nel programma olimpico di Parigi 2024.
| Disciplina           | Disciplina                | Maschile | Femminile | Misti | Totali |
| -------------------- | ------------------------- | -------- | --------- | ----- | ------ |
| Arrampicata sportiva | Arrampicata sportiva      | 2        | 2         |       | 4      |
| Atletica leggera     | Atletica leggera          | 23       | 23        | 2     | 48     |
| Badminton            | Badminton                 | 2        | 2         | 1     | 5      |
| Break dance          | Break dance               | 1        | 1         |       | 2      |
| Calcio               | Calcio                    | 1        | 1         |       | 2      |
| Canoa/kayak          | Canoa velocità            | 5        | 5         |       | 10     |
| Canoa/kayak          | Canoa slalom              | 3        | 3         |       | 6      |
| Canoa/kayak          | Totale                    | 8        | 8         |       | 16     |
| Canottaggio          | Canottaggio               | 7        | 7         |       | 14     |
| Ciclismo             | BMX                       | 2        | 2         |       | 4      |
| Ciclismo             | Ciclismo su pista         | 6        | 6         |       | 12     |
| Ciclismo             | Ciclismo su strada        | 2        | 2         |       | 4      |
| Ciclismo             | Mountain biking           | 1        | 1         |       | 2      |
| Ciclismo             | Totale                    | 11       | 11        |       | 22     |
| Equitazione          | Concorso completo         |          |           | 2     | 2      |
| Equitazione          | Dressage                  |          |           | 2     | 2      |
| Equitazione          | Salto ostacoli            |          |           | 2     | 2      |
| Equitazione          | Totale                    |          |           | 6     | 6      |
| Ginnastica           | Ginnastica artistica      | 8        | 6         |       | 14     |
| Ginnastica           | Ginnastica ritmica        |          | 2         |       | 2      |
| Ginnastica           | Trampolino elastico       | 1        | 1         |       | 2      |
| Ginnastica           | Totale                    | 9        | 9         |       | 18     |
| Golf                 | Golf                      | 1        | 1         |       | 2      |
| Hockey su prato      | Hockey su prato           | 1        | 1         |       | 2      |
| Judo                 | Judo                      | 7        | 7         | 1     | 15     |
| Lotta                | Lotta libera              | 6        | 6         |       | 12     |
| Lotta                | Lotta greco-romana        | 6        |           |       | 6      |
| Lotta                | Totale                    | 12       | 6         |       | 18     |
| Pallacanestro        | Pallacanestro             | 1        | 1         |       | 2      |
| Pallacanestro        | Pallacanestro 3x3         | 1        | 1         |       | 2      |
| Pallacanestro        | Totale                    | 2        | 2         |       | 4      |
| Pallamano            | Pallamano                 | 1        | 1         |       | 2      |
| Pallavolo            | Beach volley              | 1        | 1         |       | 2      |
| Pallavolo            | Pallavolo                 | 1        | 1         |       | 2      |
| Pallavolo            | Totale                    | 2        | 2         |       | 4      |
| Pentathlon moderno   | Pentathlon moderno        | 1        | 1         |       | 2      |
| Pugilato             | Pugilato                  | 7        | 6         |       | 13     |
| Rugby a 7            | Rugby a 7                 | 1        | 1         |       | 2      |
| Scherma              | Scherma                   | 6        | 6         |       | 12     |
| Skateboard           | Skateboard                | 2        | 2         |       | 4      |
| Sollevamento pesi    | Sollevamento pesi         | 5        | 5         |       | 10     |
| Sport acquatici      | Nuoto                     | 17       | 17        | 1     | 35     |
| Sport acquatici      | Nuoto di fondo (dettagli) | 1        | 1         |       | 2      |
| Sport acquatici      | Nuoto artistico           |          | 2         |       | 2      |
| Sport acquatici      | Pallanuoto                | 1        | 1         |       | 2      |
| Sport acquatici      | Tuffi                     | 4        | 4         |       | 8      |
| Sport acquatici      | Totale                    | 23       | 25        |       | 49     |
| Surf                 | Surf                      | 1        | 1         |       | 2      |
| Taekwondo            | Taekwondo                 | 4        | 4         |       | 8      |
| Tennis               | Tennis                    | 2        | 2         | 1     | 5      |
| Tennistavolo         | Tennistavolo              | 2        | 2         | 1     | 5      |
| Tiro                 | Tiro                      | 6        | 6         | 3     | 15     |
| Tiro con l'arco      | Tiro con l'arco           | 2        | 2         | 1     | 5      |
| Triathlon            | Triathlon                 | 1        | 1         | 1     | 3      |
| Vela                 | Vela                      | 3        | 3         | 4     | 10     |
| Totale (32 sport)    | Totale (32 sport)         | 156      | 151       | 22    | 329    |

### Calendario degli eventi
| ● | Cerimonia di apertura |  | Competizioni |  | Finali | G | Galà della ginnastica | ● | Cerimonia di chiusura |

| Luglio/Agosto 2024    | Luglio/Agosto 2024    | Mer | Gio | Ven | Sab | Dom | Lun | Mar | Mer | Gio | Ven | Sab | Dom | Lun | Mar | Mer | Gio | Ven | Sab | Dom | Totale | Totale |
| Luglio/Agosto 2024    | Luglio/Agosto 2024    | 24  | 25  | 26  | 27  | 28  | 29  | 30  | 31  | 1   | 2   | 3   | 4   | 5   | 6   | 7   | 8   | 9   | 10  | 11  | Totale | Totale |
| --------------------- | --------------------- | --- | --- | --- | --- | --- | --- | --- | --- | --- | --- | --- | --- | --- | --- | --- | --- | --- | --- | --- | ------ | ------ |
| Cerimonia di apertura | Cerimonia di apertura |     |     | ●   |     |     |     |     |     |     |     |     |     |     |     |     |     |     |     |     | N.D.   | N.D.   |
| Arrampicata sportiva  | Arrampicata sportiva  |     |     |     |     |     |     |     |     |     |     |     |     |     |     | 1   | 1   | 1   | 1   |     | 4      | 4      |
| Atletica leggera      | Atletica leggera      |     |     |     |     |     |     |     |     | 2   | 1   | 5   | 3   | 4   | 5   | 5   | 5   | 8   | 9   | 1   | 48     | 48     |
| Badminton             | Badminton             |     |     |     |     |     |     |     |     |     | 1   | 1   | 1   | 2   |     |     |     |     |     |     | 5      | 5      |
| Break dance           | Break dance           |     |     |     |     |     |     |     |     |     |     |     |     |     |     |     |     | 1   | 1   |     | 2      | 2      |
| Calcio                | Calcio                |     |     |     |     |     |     |     |     |     |     |     |     |     |     |     |     | 1   | 1   |     | 2      | 2      |
| Canoa/kayak           | Slalom                |     |     |     |     | 1   | 1   |     | 1   | 1   |     |     |     | 2   |     |     |     |     |     |     | 6      | 16     |
| Canoa/kayak           | Velocità              |     |     |     |     |     |     |     |     |     |     |     |     |     |     |     | 3   | 4   | 3   |     | 10     | 16     |
| Canottaggio           | Canottaggio           |     |     |     |     |     |     |     | 2   | 4   | 4   | 4   |     |     |     |     |     |     |     |     | 14     | 14     |
| Ciclismo              | BMX                   |     |     |     |     |     |     |     | 2   |     | 2   |     |     |     |     |     |     |     |     |     | 4      | 22     |
| Ciclismo              | Ciclismo su pista     |     |     |     |     |     |     |     |     |     |     |     |     | 1   | 1   | 2   | 2   | 2   | 1   | 3   | 12     | 22     |
| Ciclismo              | Ciclismo su strada    |     |     |     | 2   |     |     |     |     |     |     | 1   | 1   |     |     |     |     |     |     |     | 4      | 22     |
| Ciclismo              | Mountain bike         |     |     |     |     | 1   | 1   |     |     |     |     |     |     |     |     |     |     |     |     |     | 2      | 22     |
| Equitazione           | Concorso completo     |     |     |     |     |     | 2   |     |     |     |     |     |     |     |     |     |     |     |     |     | 2      | 6      |
| Equitazione           | Dressage              |     |     |     |     |     |     |     |     |     |     | 1   | 1   |     |     |     |     |     |     |     | 2      | 6      |
| Equitazione           | Salto ostacoli        |     |     |     |     |     |     |     |     |     | 1   |     |     |     | 1   |     |     |     |     |     | 2      | 6      |
| Ginnastica            | Ginnastica artistica  |     |     |     |     |     | 1   | 1   | 1   | 1   |     | 3   | 3   | 4   | G   |     |     |     |     |     | 14     | 18     |
| Ginnastica            | Ginnastica ritmica    |     |     |     |     |     |     |     |     |     |     |     |     |     |     |     |     | 1   | 1   |     | 2      | 18     |
| Ginnastica            | Trampolino elastico   |     |     |     |     |     |     |     |     |     | 2   |     |     |     |     |     |     |     |     |     | 2      | 18     |
| Golf                  | Golf                  |     |     |     |     |     |     |     |     |     |     |     | 1   |     |     |     |     |     | 1   |     | 2      | 2      |
| Hockey su prato       | Hockey su prato       |     |     |     |     |     |     |     |     |     |     |     |     |     |     |     | 1   | 1   |     |     | 2      | 2      |
| Judo                  | Judo                  |     |     |     | 2   | 2   | 2   | 2   | 2   | 2   | 2   | 1   |     |     |     |     |     |     |     |     | 15     | 15     |
| Lotta                 | Lotta greco-romana    |     |     |     |     |     |     |     |     |     |     |     |     |     | 2   | 2   | 2   |     |     |     | 6      | 18     |
| Lotta                 | Lotta libera          |     |     |     |     |     |     |     |     |     |     |     |     |     | 1   | 1   | 1   | 3   | 3   | 3   | 12     | 18     |
| Pallacanestro         | Pallacanestro         |     |     |     |     |     |     |     |     |     |     |     |     |     |     |     |     |     | 1   | 1   | 2      | 4      |
| Pallacanestro         | Pallacanestro 3x3     |     |     |     |     |     |     |     |     |     |     |     |     | 2   |     |     |     |     |     |     | 2      | 4      |
| Pallamano             | Pallamano             |     |     |     |     |     |     |     |     |     |     |     |     |     |     |     |     |     | 1   | 1   | 2      | 2      |
| Pallavolo             | Beach volley          |     |     |     |     |     |     |     |     |     |     |     |     |     |     |     |     | 1   | 1   |     | 2      | 4      |
| Pallavolo             | Pallavolo             |     |     |     |     |     |     |     |     |     |     |     |     |     |     |     |     |     | 1   | 1   | 2      | 4      |
| Pentathlon moderno    | Pentathlon moderno    |     |     |     |     |     |     |     |     |     |     |     |     |     |     |     |     |     | 1   | 1   | 2      | 2      |
| Pugilato              | Pugilato              |     |     |     |     |     |     |     |     |     |     |     |     |     | 1   | 2   | 2   | 4   | 4   |     | 13     | 13     |
| Rugby a 7             | Rugby a 7             |     |     |     | 1   |     |     | 1   |     |     |     |     |     |     |     |     |     |     |     |     | 2      | 2      |
| Scherma               | Scherma               |     |     |     | 2   | 2   | 2   | 1   | 1   | 1   | 1   | 1   | 1   |     |     |     |     |     |     |     | 12     | 12     |
| Skateboard            | Skateboard            |     |     |     |     | 1   | 1   |     |     |     |     |     |     |     | 1   | 1   |     |     |     |     | 4      | 4      |
| Sollevamento pesi     | Sollevamento pesi     |     |     |     |     |     |     |     |     |     |     |     |     |     |     | 2   | 2   | 2   | 3   | 1   | 10     | 10     |
| Sport acquatici       | Nuoto                 |     |     |     | 4   | 3   | 5   | 3   | 5   | 4   | 3   | 4   | 4   |     |     |     |     |     |     |     | 35     | 49     |
| Sport acquatici       | Nuoto artistico       |     |     |     |     |     |     |     |     |     |     |     |     |     |     | 1   |     |     | 1   |     | 2      | 49     |
| Sport acquatici       | Nuoto di fondo        |     |     |     |     |     |     |     |     |     |     |     |     |     |     |     | 1   | 1   |     |     | 2      | 49     |
| Sport acquatici       | Pallanuoto            |     |     |     |     |     |     |     |     |     |     |     |     |     |     |     |     |     | 1   | 1   | 2      | 49     |
| Sport acquatici       | Tuffi                 |     |     |     | 1   |     | 1   |     | 1   |     | 1   |     |     |     | 1   |     | 1   | 1   | 1   |     | 8      | 49     |
| Surf                  | Surf                  |     |     |     |     |     |     |     |     |     |     |     |     | 2   |     |     |     |     |     |     | 2      | 2      |
| Taekwondo             | Taekwondo             |     |     |     |     |     |     |     |     |     |     |     |     |     |     | 2   | 2   | 2   | 2   |     | 8      | 8      |
| Tennis                | Tennis                |     |     |     |     |     |     |     |     |     | 1   | 2   | 2   |     |     |     |     |     |     |     | 5      | 5      |
| Tennistavolo          | Tennistavolo          |     |     |     |     |     |     | 1   |     |     |     | 1   | 1   |     |     |     |     | 1   | 1   |     | 5      | 5      |
| Tiro                  | Tiro                  |     |     |     | 1   | 2   | 2   | 2   | 1   | 1   | 1   | 2   | 1   | 2   |     |     |     |     |     |     | 15     | 15     |
| Tiro con l'arco       | Tiro con l'arco       |     |     |     |     | 1   | 1   |     |     |     | 1   | 1   | 1   |     |     |     |     |     |     |     | 5      | 5      |
| Triathlon             | Triathlon             |     |     |     |     |     |     |     | 2   |     |     |     |     | 1   |     |     |     |     |     |     | 3      | 3      |
| Vela                  | Vela                  |     |     |     |     |     |     |     |     |     | 2   | 2   |     |     |     | 2   | 3   | 1   |     |     | 10     | 10     |
| Cerimonia di chiusura | Cerimonia di chiusura |     |     |     |     |     |     |     |     |     |     |     |     |     |     |     |     |     |     | ●   | N.D.   | N.D.   |
| Medaglie              | Medaglie              | 0   | 0   | 0   | 13  | 13  | 19  | 11  | 18  | 16  | 23  | 29  | 20  | 20  | 13  | 21  | 26  | 35  | 39  | 13  | 329    | 329    |
| Luglio/Agosto 2024    | Luglio/Agosto 2024    | Mer | Gio | Ven | Sab | Dom | Lun | Mar | Mer | Gio | Ven | Sab | Dom | Lun | Mar | Mer | Gio | Ven | Sab | Dom | Totale | Totale |
| Luglio/Agosto 2024    | Luglio/Agosto 2024    | 24  | 25  | 26  | 27  | 28  | 29  | 30  | 31  | 1   | 2   | 3   | 4   | 5   | 6   | 7   | 8   | 9   | 10  | 11  | Totale | Totale |

### Cerimonia di apertura
A conclusione del discorso Initiative pour l'Europe - Une Europe souveraine, unie et démocratique, pronunciato il 26 settembre 2017 presso l'Università della Sorbona, il presidente della Repubblica francese, Emmanuel Macron, ha auspicato che nel giorno di apertura dei Giochi olimpici parigini "il mondo possa ascoltare le note dell'inno europeo, l'Inno alla gioia".
Gli organizzatori hanno promosso la cerimonia come "la cerimonia di apertura più spettacolare e accessibile nella storia delle Olimpiadi", con il presidente del COJOP2024 Tony Estanguet che ha affermato che la partecipazione è gratuita, stimando che potrebbe attirare fino a 600.000 spettatori, esemplificando un obiettivo generale per Parigi Il 2024 sarà una "Olimpiade del popolo". Ci saranno 100.000 spettatori con biglietto nei punti di osservazione sulle sponde inferiori della Senna e circa 200.000 spettatori nei punti di osservazione gratuiti sulle sponde superiori (oltre ad essere visibili da altri luoghi ed edifici pubblici). Nel marzo 2024, a causa di problemi di sicurezza, il governo francese ha ordinato che l'accesso alle sedi delle banchine superiori avvenisse solo su invito e nell'aprile 2024 il presidente Macron ha dichiarato che la cerimonia avrebbe potuto essere ridimensionata o tenuta in modo convenzionale allo Stade de France, se necessario.
Per la prima volta nella storia dei giochi olimpici, la cerimonia d'apertura non è avvenuta in uno stadio, bensì lungo un percorso di 6 km lungo la Senna.
La cerimonia di apertura ha avuto inizio alle 19:30 UTC+2 del 26 luglio 2024. La sfilata delle nazioni è avvenuta durante una sfilata di barche lungo la Senna da Pont d'Austerlitz a Pont d'Iéna, mentre il protocollo ufficiale si è svolto in Place du Trocadéro in un "mini-stadio" temporaneo. Il percorso della parata di 6 chilometri (3,7 miglia) presenterebbe gli elementi culturali della cerimonia e le viste dei monumenti di Parigi. Le cerimonie delle Olimpiadi e Paralimpiadi estive del 2024 sono state dirette da Thomas Jolly.

### Cerimonia di chiusura
La cerimonia di chiusura si è tenuta allo Stade de France l'11 agosto 2024. Intitolata "Records", la cerimonia era incentrata su un futuro distopico, in cui i Giochi Olimpici sono scomparsi e un gruppo di persone dello spazio li reinventerà. Presentava più di cento artisti, inclusi acrobati, ballerini e artisti circensi. Tom Cruise è apparso anche con i Red Hot Chili Peppers, Billie Eilish, Snoop Dogg e H.E.R. esibendosi durante la parte della cerimonia "La28 Handover Celebration".

## Medagliere
Di seguito le prime 10 posizioni del medagliere:
  Paese ospitante
| Pos. | Paese         | Oro | Argento | Bronzo | Totale |
| ---- | ------------- | --- | ------- | ------ | ------ |
| 1    | Stati Uniti   | 40  | 44      | 42     | 126    |
| 2    | Cina          | 40  | 27      | 24     | 91     |
| 3    | Giappone      | 20  | 12      | 13     | 45     |
| 4    | Australia     | 18  | 19      | 16     | 53     |
| 5    | Francia       | 16  | 26      | 22     | 64     |
| 6    | Paesi Bassi   | 15  | 7       | 12     | 34     |
| 7    | Gran Bretagna | 14  | 22      | 29     | 65     |
| 8    | Corea del Sud | 13  | 9       | 10     | 32     |
| 9    | Italia        | 12  | 13      | 15     | 40     |
| 10   | Germania      | 12  | 13      | 8      | 33     |